# Snorri Sturluson
Snorri Sturluson (1178. – 23. rujna 1241.), legendarni islandski pisac, pjesnik, poglavica i povjesničar. Bio je predsjednik islandskog parlamenta. 
Bio je i zakonogovornik (osoba koja zna zakone napamet). Zakonogovornik je bilo cijenjeno zanimanje u vikinškom društvu. Jedan je od glavnih izvora za razdoblje Vikinga i za nordijsku mitologiju.
Napisao je zbirku saga poznatu kao Mlađa Edda.
Imao je teorije prema kojima su svi bogovi iz nordijske mitologije bili ljudi koji su kasnije slavljeni kao bogovi. Tu je tezu kasnije obradio poznati norveški antropolog Thor Heyerdahl.
Imao je niz afera, ali samo mu je petero djece odraslo. Ubijen je prvog dana jeseni u 63. godini. Sudjelovao je u uroti protiv Hakona II., kralja Norveške. Snorri je putovao i u Švedsku. Sturluson nije prezime, nego je patronim. Kip mu je podignut 1947. godine.
Koristio je i kadu na otvorenome. Danas je ta kada, kao i njegov posjed, sačuvan samo u tragovima.
Zadnje su mu riječi navodno bile: "Nemoj me udariti!"